# Patrocloides sputatorops
Patrocloides sputatorops är en stekelart som beskrevs av Heinrich 1980. Patrocloides sputatorops ingår i släktet Patrocloides och familjen brokparasitsteklar. Inga underarter finns listade i Catalogue of Life.